# Pretty Hate Machine
Pretty Hate Machine es el álbum de estudio debut de la banda estadounidense de rock industrial Nine Inch Nails, lanzado por TVT Records el 20 de octubre de 1989. El álbum fue producido por el líder Trent Reznor, los productores británicos John Fryer y Flood, entre otros colaboradores.
El álbum presenta un sonido electrónico fuertemente impulsado por sintetizadores mezclado con elementos industriales y de rock. Al igual que el trabajo posterior de la banda, las letras del álbum contienen temas de angustia, traición y mal de amores. El disco se promocionó con los sencillos «Down in It», «Head Like a Hole» y «Sin», así como la gira que lo acompañó. Se lanzó una edición remasterizada en 2010.
Aunque el disco tuvo éxito, alcanzando el puesto número 75 en los EE. UU. y recibiendo críticas muy favorables de los críticos, Reznor —el único miembro oficial de la banda hasta 2016— tuvo un feudo con TVT por la promoción del álbum, lo que lo llevó a firmar con Interscope Records. Pretty Hate Machine fue posteriormente certificado triple platino por la RIAA, convirtiéndose en uno de los primeros álbumes lanzados de forma independiente en lograrlo, y fue incluido en varias listas de los mejores lanzamientos de la década de 1980. En 2020, Rolling Stone clasificó a Pretty Hate Machine en el puesto número 453 en su lista de los «500 mejores álbumes de todos los tiempos».

## Contenido

### Nombre
A pesar de que oficialmente el álbum tiene nombre, la banda adoptó un sistema para nombrar a sus discos y sencillos llamado Halo numbers o Números Halo. Según este sistema Pretty Hate Machine se llama Halo 2, ya que su primer lanzamiento, el sencillo Down in It, es considerado como Halo 1.

### Portada
Algunas de las letras de las canciones que figuran en el libro del CD no se encuentran en el álbum. Se cree que Trent Reznor imprimió las letras completas para que conservaran sus significados.
Las bandas listadas en las notas del libro del CD (Prince, Jane’s Addiction y Public Enemy, entre otras) fueron todas sampleadas en el álbum; partes de “Alphabet St.” de Prince y “Had a Dad” de Jane’s Addiction se escuchan en “Ringfinger”, mientras otros samples fueron editados o distorsionados al punto de ser irreconocibles (como la intro de “Kinda I Want To”).
Las ediciones argentinas de este álbum escriben el nombre de Trent Reznor como Trent Rezbor y el de John Fryer como John Fruyer.

## Lanzamiento y recepción
A partir de la aparición del álbum, surgió una grabación conocida como Purest Feeling. Este disco pirata contiene los demos originales de gran parte de los temas de Pretty Hate Machine, así como también algunos que no fueron incluidos (“Purest Feeling”, “Maybe Just Once” y una versión instrumental de la intro de “Sanctified” llamada “Slate”).
Pretty Hate Machine dejó de editarse por TVT Records, pero fue relanzado por Rykodisc Records el 22 de noviembre de 2005, con cambios menores en el packaging. Reznor ha expresado su interés por crear una “edición deluxe” con sonido envolvente remasterizado, junto con nuevas y raras mezclas, similar al relanzamiento de The Downward Spiral. Rykodisc aprueba esta idea, pero no lo suficiente como para pagarle a Reznor para llevarla a cabo.

### Gira
Las presentaciones en vivo de NIN fueron notorias por sus versiones más ruidosas y agresivas de los temas de estudio y, también, por destruir sus instrumentos al final. Reznor prefería usar el taco de sus botas para arrancar las teclas de caros teclados.

## Listado de temas
1. “Head Like a Hole” – 4:59
2. “Terrible Lie” – 4:38
3. “Down in It” – 3:46
4. “Sanctified” – 5:48
5. “Something I Can Never Have” – 5:54
6. “Kinda I Want To” – 4:33
7. “Sin” – 4:06
8. “That’s What I Get” – 4:30
9. “The Only Time” – 4:47
10. “Ringfinger” – 5:40
11. “Get Down Make Love” – (Remastered Version 2011)

## Personal
- Trent Reznor – Voz, arreglos, programación, producción, ingeniería, edición digital, mezcla
- Doug d’Angelis – Ingeniería
- Tony Dawsey – Masterización
- Flood – Programación, producción, ingeniería
- John Fryer – Producción, ingeniería, mezcla
- Kennan Keating – Ingeniería
- Keith LeBlanc – Producción, ingeniería, remezcla, mezcla
- Richard Patrick – Guitarra (zumbido de guitarra al final de “Sanctified”)
- Ken Quartarone – Ingeniería
- Adrian Sherwood – Producción, ingeniería, mezlca
- Jeffrey Silverthorne – Fotografía
- Gary Talpas – Diseño de portada
- Chris Vrenna – Programación, edición digital

## Ediciones
- TVT Records TVT 2610-1 – Vinilo de 12”
- TVT Records TVT 2610-2 – CD

## Posicionamiento

### Álbum
| Año  | Título              | Listas            | Posición |
| ---- | ------------------- | ----------------- | -------- |
| 1990 | Pretty Hate Machine | The Billboard 200 | N.º 75   |

### Singles
| Año  | Título           | Listas                             | Posición |
| ---- | ---------------- | ---------------------------------- | -------- |
| 1989 | Down in It       | Hot Dance Music/Club Play          | N.º 16   |
| 1989 | Down in It       | Hot Dance Music/Maxi-Singles Sales | N.º 20   |
| 1989 | Down in It       | Modern Rock Tracks                 | N.º 16   |
| 1990 | Head Like a Hole | Hot Dance Music/Club Play          | N.º 17   |
| 1990 | Head Like a Hole | Hot Dance Music/Maxi-Singles Sales | N.º 34   |
| 1990 | Head Like a Hole | Modern Rock Tracks                 | N.º 28   |
| 1990 | Sin              | Hot Dance Music/Club Play          | N.º 10   |
| 1990 | Sin              | Hot Dance Music/Maxi-Singles Sales | N.º 13   |

## Legado
La cantante y compositora Tori Amos, amiga (y, se cree, amante) de Reznor, hizo referencia a Pretty Hate Machine en la canción “Caught a Lite Sneeze” de su disco Boys for Pele, editado en 1996, (se rumorea que la canción en sí trata sobre Reznor) en la siguiente letra: “Caught a lite sneeze/ Dreamed a little dream / Made my own pretty hate machine” (“Atrapó un ligero estornudo/ Soñó un pequeño sueño / Hizo mi propia máquina de odiar”).
La musicóloga Daphne Carr escribió un libro sobre el álbum para la colección 33 1/3 de la editorial Continuum, que saldrá a la venta en la primavera de 2007 y que ya cuenta con su propio portal en MySpace.
La banda Flyleaf hizo la versión de “Something I Can Never Have” para la banda de sonido de Underworld: Evolution.
AFI realizó una versión de “Head Like a Hole” como bonus track para su álbum Decemberunderground, editado en 2006.
El disco completo fue versionado por un cuarteto de cuerdas en 2005 en The String Quartet Tribute to Nine Inch Nails’s Pretty Hate Machine, con arreglos de Eric Gorfain.